# Haaltert
Haaltert là một đô thị ở tỉnh Oost-Vlaanderen. Đô thị này bao gồm các thị xã Denderhoutem, Haaltert, Heldergem và Kerksken. Tại thời điểm ngày 1 tháng 1 năm  2006 Haaltert có tổng dân số 17,255 người. Tổng diện tích là 30,30 km² với mật độ dân số là 569 người trên mỗi km².